# Barry Lyndon
Barry Lyndon es una película angloamericana dramática-histórica de 1975 escrita y dirigida por Stanley Kubrick; y protagonizada por Ryan O'Neal, Marisa Berenson, Patrick Magee y Hardy Krüger. Está basada en la novela La suerte de Barry Lyndon de William Makepeace Thackeray, publicada en 1844. 
La cinta describe las desventuras ficticias de un estafador irlandés durante el siglo XVIII, y está ambientado en parte durante la Guerra de los Siete Años, período que fue abordado con una mirada realista y cruda. Los exteriores fueron rodados en diversas localizaciones de Irlanda, Inglaterra y Alemania. El cineasta Martin Scorsese citó a Barry Lyndon como la mejor película dentro de su género, y su película favorita de Kubrick, sirviendo de inspiración para su famoso film La edad de la inocencia. Algunas citas del guion de esta película han aparecido en otras obras cinematográficas tan dispares como Los duelistas de Ridley Scott, La edad de la inocencia del propio Scorsese, Rushmore de Wes Anderson y Dogville de Lars von Trier.
La película ganó cuatro premios Óscar a la Mejor dirección artística, Mejor fotografía, Mejor vestuario y Mejor banda sonora, y fue nominada también a Mejor película, Mejor director y Mejor guion adaptado. Además Kubrick ganó el premio de la Academia Británica de Cine y Televisión (BAFTA) a la Mejor dirección y John Alcott ganó el de Mejor fotografía, y la cinta fue nominada a Mejor película, Mejor dirección artística y Mejor diseño de vestuario. En numerosas encuestas, entre ellas del Village Voice (1999), Sight & Sound (2002), Time (2005) y la BBC, se la ha considerado una de las mejores películas jamás rodadas.
El reparto de la película es uno de los puntos en los que algunos aficionados y críticos coinciden en señalar como no ser el más idóneo. Lo cierto es que la elección de O'Neal para interpretar al protagonista puede no gustar a algunos, principalmente por la escasa expresividad del actor, pero el director buscaba un actor no excesivamente carismático que pasara bien por lo que el personaje es, un vividor con escasas virtudes morales. Del resto del reparto destaca el trabajo de Berenson, que da vida a Lady Lyndon, la condesa a la que Barry seduce y de la que obtiene su noble apellido. El resto realiza una buena labor. A pesar de las críticas, es la película por la que se considera el mejor trabajo de ambos protagonistas.

## Forma
Barry Lyndon narra el ascenso y la caída de un joven irlandés de origen humilde, cuyas andanzas muestran cómo renuncia al espíritu romántico e idealista de sus años de juventud en pro del cinismo despiadado del adulto que quiere medrar en sociedad aun a costa de perder sus valores en el intento. 
La película está dividida en dos capítulos con epígrafes significativos. Además hay un intermedio y un epílogo. Este rótulo final se apresta al lenguaje del cine mudo, con el que Barry Lyndon tiene un lazo de parentesco. También es un epitafio que refleja la visión pesimista y desencantada que Kubrick tenía de la condición humana, aunque la posdata fuera extraída de la novela. Con esto nos da a entender lo poco que separa la alegría del llanto, la vida de la muerte, el brocado de la mortaja.

## Argumento

### Parte I
De cómo Redmond Barry adquirió el renombre y título de Barry Lyndon.
Un narrador no confiable relata que en Irlanda, en el año 1750, el padre de Redmond Barry es asesinado en un duelo por la venta de algunos caballos. La viuda, desdeñando las ofertas de matrimonio, se dedica a su único hijo.
Barry se enamora de su prima mayor, Nora Brady. Aunque lo encanta durante un juego de cartas, más tarde muestra interés en un capitán acomodado del ejército británico, John Quin. Nora y su familia planean apalancar sus finanzas a través del matrimonio, mientras que Barry desprecia a Quin y aumenta la situación a un duelo (luego de arrojar vino a los ojos del inglés), cuando Barry le dispara a Quin. Como consecuencia, huye de la policía hacia Dublín y durante el camino se dirige a una posada en busca de agua. Allí se encuentra con el Capitán Feeney, un salteador de caminos, y su hijo, quienes más tarde le asaltan en el bosque.

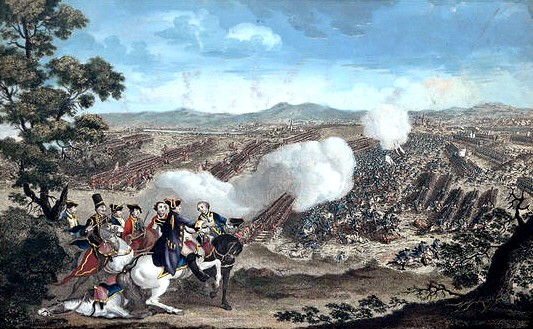
Disparos en la Batalla de Minden durante la Guerra de los siete años, donde Barry pierde a su amigo, el Capitán Grogan.

Empobrecido, Barry se une al ejército británico, donde se burlan de él por quejarse de un vaso lleno de grasa, desatando un duelo a golpes que Barry gana, recibiendo el respeto de sus compañeros. Algún tiempo después, se encuentra con el Capitán Grogan, un amigo de la familia. Grogan le informa de que Barry nunca mató a Quin y que éste fingió su muerte en el duelo, ya que su pistola de duelo sólo había sido cargada con estopa. El duelo fue organizado por la familia de Nora para deshacerse de Barry y asegurar sus finanzas a través de un matrimonio lucrativo entre Nora y Quin.
El regimiento de Barry es enviado a Prusia para luchar en la Guerra de los Siete Años en la que Inglaterra y Prusia se aliaron en contra de Francia, Austria, Rusia, Suecia y España. Grogan es herido de muerte en una escaramuza preliminar a la Batalla de Minden. Harto de la guerra y de su crueldad (en la que el ejército británico participa saqueando pueblos), Barry escapa del ejército, robando el uniforme de un mensajero oficial, el caballo y los documentos de identificación después de descubrir que el oficial es homosexual. 
En el camino hacia la neutral Holanda, Barry se encuentra con Frau Lieschen, una joven prusiana cuyo amante se fue a la guerra y nunca regresó. Lieschen alimenta y alberga a Barry con quien tiene una relación. Los dos se convierten brevemente en amantes. Después de abandonarla, Barry se encuentra con el capitán prusiano Potzdorf (Hardy Krüger), quien tras descubrir que es un desertor le arresta y le ofrece la opción de regresar con los británicos, donde será fusilado como desertor o alistarse en el ejército prusiano, que estaba reclutando soldados mediante crímenes como el secuestro. Barry se alista en el ejército prusiano, que resulta ser peor que el británico al estar lleno de crueles castigos (como latigazos, mutilación e incluso la muerte) por cualquier infracción; sin embargo Barry se hace relucir y es condecorado tras salvarle la vida a Potzdorf en una batalla, donde fue aplastado por el techo de la fortaleza militar que estaba siendo asediada por los austriacos.
Después de que la guerra termine en 1763 con victoria anglo-prusiana, Barry es empleado por el tío del Capitán Potzdorf en el Ministerio de Policía de Prusia para convertirse en un sirviente del Chevalier de Balibari, un jugador profesional itinerante. Los prusianos sospechan que Chevalier es un espía irlandés al servicio de los austriacos y envían a Barry como agente secreto para verificar esto, haciéndole pasar por húngaro.
En la entrevista de trabajo con Chevalier, Barry se sobrecoge de emoción al encontrarse con un paisano irlandés y se revela inmediatamente al Caballero. Se convierten en confederados en la mesa de juego, donde Barry (trabajando como sirviente) y su hermosa vista transmiten información al Caballero. Después de que él y el Caballero engañen al Príncipe de Tubinga en la mesa de juego, el Príncipe acusa al Caballero de hacer trampas (sin pruebas), se niega a pagar su deuda y le dice que si realmente quiere el dinero tendrá que pelear por él. Cuando Barry transmite esto a sus supervisores prusianos, ellos (aún sospechando que Chevalier es un espía) se muestran cautelosos de permitir otra reunión entre el Caballero y el Príncipe. Entonces, los prusianos hacen arreglos para que el Caballero sea expulsado de Prusia. Barry transmite este plan al Caballero, que huye en la noche. A la mañana siguiente, Barry, disfrazado del Chevalier, es escoltado desde territorio prusiano por Potzdorf y otros oficiales del ejército prusiano.
Barry y el Caballero recorren los palacios y salones de Europa estafando en las mesas de juego con Barry, que obliga a pagar deudores renuentes con duelos de espadas. Al ver que su vida no va a ninguna parte, Barry decide casarse con la riqueza y viaja a Inglaterra para repetir las mismas estafas. En una mesa de juego, se encuentra con la bella y rica condesa de Lyndon. Él la seduce y se casa con ella después de la muerte de su esposo anciano, Sir Charles Lyndon, que muere de un infarto y ahogado con sus medicamentos luego de confrontar al irlandés.

### Parte II
Donde se narran los infortunios y desgracias que acontecieron a Barry Lyndon.
En 1773, Barry toma el apellido de la condesa al casarse con ella y, sin dinero propio, se instala en Inglaterra para disfrutar de la riqueza de su esposa. Pero Lord Bullingdon, el hijo de diez años de Lady Lyndon y Sir Charles, no aprueba el matrimonio y rápidamente desprecia a Barry, llamándolo un «oportunista común» que realmente no ama a su madre. Barry toma represalias sometiendo a Bullingdon a castigo físico sistemático. 
La condesa le da a Barry un hijo, Bryan Patrick, pero el matrimonio es infeliz: Barry es abiertamente infiel y le gusta gastar el dinero de su esposa en lujos autocomplacientes, mientras mantiene a su deprimida esposa aislada de la sociedad junto al pequeño lord Bullingdon, que con el paso de los años odia aún más a su padrastro Barry.
En el cumpleaños de Bryan Patrick, la madre de Barry viene a vivir con ellos al condado de Lyndon. Advierte a su hijo que si Lady Lyndon muriera, toda su riqueza iría a su hijo primogénito, el niño Lord Bullingdon, dejando a Barry y a su hijo Bryan, sin dinero y a merced de la persona que tanto maltrató de niño. 
La madre de Barry le aconseja que obtenga un título nobiliario para protegerse. Para promover este objetivo, cultiva el conocimiento del influyente Lord Wendover y comienza a gastar sumas de dinero aún mayores para congraciarse con la alta sociedad. Sin embargo, durante las clases del Reverendo Samuel Runt (el tutor de lord Bullingdon), el pequeño Bryan se pelea con un adolescente Lord Bullingdon por un lápiz, ocasionando que Barry castigue físicamente a su hijastro, quien advierte y le dice, que nunca más volverá a maltratarlo. 
Todo el esfuerzo económico de Barry se desperdicia durante la fiesta de cumpleaños para Lady Lyndon: entonces, el adolescente Lord Bullingdon interrumpe la celebración en la que desprecia a su medio hermano y enumera públicamente las razones por las que detesta tanto a su padrastro, declarando que es su intención abandonar el patrimonio familiar mientras Barry permanezca allí y siga casado con su madre. Barry entra en cólera y ataca brutalmente a Bullingdon delante de todos los presentes hasta que es físicamente inmovilizado por ellos. Barry es abandonado por sus "amigos" ricos y poderosos por los que ha gastado gran parte del dinero de su esposa para lograr su tan ansiado título nobiliario, que ya se volvió un sueño imposible al ser marginado de la alta sociedad. 
Sin embargo, Lord Bullingdon cumple su palabra al abandonar sus tierras e Inglaterra donde se empiezan a correr los rumores contra Barry, cuya esposa tiene que lidiar con las deudas que ocasionó Barry durante varios años, produciendo una fuerte crisis económica en el patrimonio familiar de los Lyndon.
En contraste con el maltrato a su hijastro Lord Bullingdom, Barry demuestra ser un padre excesivamente indulgente y cariñoso con su hijo Bryan, con quien pasa todo su tiempo después de la partida de Bullingdon. Ningún deseo se niega a su hijo y Barry sucumbe a la insistencia de Bryan de recibir un caballo adulto para su noveno cumpleaños. Desafiando las instrucciones directas de sus padres de que montara el caballo sólo en presencia de Barry, el pequeño Bryan desobedece y practicando equitación es arrojado del caballo, queda paralizado y muere unos días después a causa de sus heridas.
El afligido Barry recurre al alcohol, mientras Lady Lyndon busca consuelo en la religión, asistida por el reverendo Samuel Runt. Dejada a cargo de los asuntos de la familia, la madre de Barry despide al Reverendo, tanto porque la familia ya no necesita (ni puede permitirse) un tutor como por temor a que su influencia empeore a Lady Lyndon. Cayendo aún más en el dolor, Lady Lyndon intenta luego suicidarse (aunque ingiere solo el veneno suficiente para enfermar violentamente). El reverendo y el contador de la familia, Graham, se reúnen con el señor Lord Bullingdon, quien regresa a Inglaterra y encuentra a Barry borracho en un club de apuestas. Bullingdon exige satisfacción por los crímenes de Barry cometidos contra él y su familia, desafiándolo a un duelo mortal con pistolas.
El duelo con pistolas se lleva a cabo en un granero. Un lanzamiento de moneda le da a Lord Bullingdon el derecho del primer disparo, pero él dispara nerviosamente su pistola mientras amartillaba el arma. Aterrorizado, Lord Bullingdon exige otra oportunidad antes de vomitar de miedo. Barry, reacio a matar a su hijastro, dispara magnánimamente al suelo con el fin de que su hijastro detenga el duelo, pero Bullingdon inmóvil se niega a dejar que termine el duelo, alegando que no ha recibido «satisfacción». En la segunda ronda, Bullingdon le dispara a Barry en su pierna izquierda. En una posada cercana, un cirujano le informa a Barry que la pierna tendrá que ser amputada debajo de la rodilla si quiere sobrevivir.
Mientras Barry se recupera de la operación de corte de su pierna, Lord Bullingdon envía a su amigo Graham al palacio de los Lyndon, con el fin de que la madre de Barry, abandone la finca para ver a su hijo herido, mientras Lord Bullingdon vuelve a tomar el control de sus antiguas tierras. 
Unos días más tarde, Lord Bullingdon envía a un Graham muy nervioso a la posada con una propuesta: Lord Bullingdon le otorgará a Barry una anualidad de quinientas guineas al año con la condición de que abandone Inglaterra, pero los pagos finalizarán en el momento en que Barry regrese. De lo contrario, con su crédito y cuentas bancarias congeladas, los acreedores de Barry seguramente verán que sea encarcelado. Derrotado en mente y con media pierna amputada, Barry acepta. Humillado, cojea con muletas hacia un carruaje junto a su madre.
El mismo narrador cuenta que Barry regresó primero a Irlanda con su madre, luego, una vez que se recuperó por completo, viajó al resto de Europa para reanudar su antigua profesión de jugador (aunque sin su antiguo éxito). Barry mantuvo su palabra y nunca regresó a Inglaterra ni volvió a ver a Lady Lyndon, y más nunca se volvería a saber de él. La escena final, sin palabras, muestra a Lady Lyndon de mediana edad firmando el cheque de anualidad de Barry en diciembre de 1789, mientras un ya adulto Lord Bullingdon, el heredero de la fortuna de su abuela, la observa.

### Epílogo
Fue durante el reinado de Jorge III que todos los personajes presentados vivieron y lucharon; buenos o mezquinos, hermosos o feos, ricos o pobres... ahora todos son iguales.

## Reparto
- Michael Hordern (voz) como el narrador.
- Ryan O'Neal como Redmond Barry (después Redmond Barry Lyndon).
- Marisa Berenson como Lady Lyndon.
- Patrick Magee como el Caballero del Balibari.
- Hardy Krüger como Capitán Potzdorf.
- Gay Hamilton como Nora Brady.
- Godfrey Quigley como Capitán Grogan.
- Steven Berkoff como Lord Ludd.
- Marie Kean como Belle, la madre de Barry.
- Murray Melvin como el reverendo Samuel Runt.
- Frank Middlemass como Sir Charles Reginald Lyndon.
- Leon Vitali como Lord Bullingdon.
- Dominic Savage como joven Bullingdon.
- Leonard Rossiter como Capitán John Quin.
- André Morell como Lord Wendover.
- Anthony Sharp como Lord Hallam.
- Philip Stone  como Graham.
- David Morley como Bryan Patrick Lyndon.
- Diana Körner como Lieschen (kampesina alemana).
- Arthur O'Sullivan como Capitán Feeney.
- Billy Boyle como Seamus Feeney.
- Jonathan Cecil como el teniente Jonathan Fakenham.
- Peter Cellier como Sir Richard Brevis.
- Geoffrey Chater como Dr. Broughton
- Wolf Kahler como Príncipe de Tubinga.
- Liam Redmond como Mr. Brady
- Roger Booth como Jorge III.
- Ferdy Mayne como el coronel Bulow.
- John Sharp como Doohan.
- Pat Roach como Corporal Toole.
- Hans Meyer com oSchulffen.

## Sumisión literaria

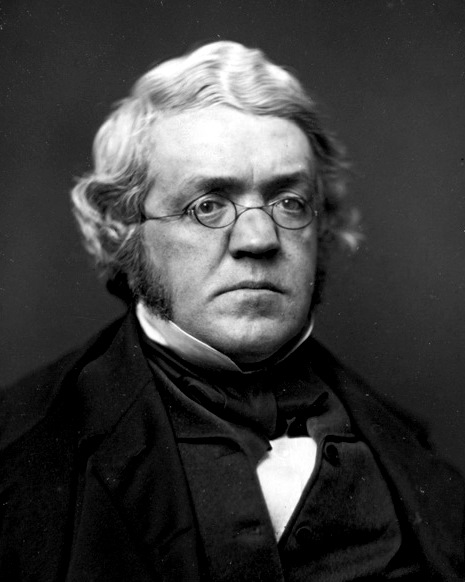
El novelista inglés William Makepeace Thackeray (1811-1863), autor de La suerte de Barry Lyndon.

Kubrick convirtió la novela picaresca de Thackeray (una historia episódica de una persona errante, poco confiable o cómica) en una tragedia, un destino de crecimiento y declive. Kubrick se encargó de algunos personajes picarescos (la caminata y los golpes aleatorios) y al mismo tiempo creó una tensión entre la aleatoriedad y la necesidad en el curso de la historia. La Parte 1 de la película trata sobre el progreso de Redmond Barry, mientras que la Parte 2 trata sobre su declive y caída. La novela tiene mucho más carácter de sátira que la película caracterizada por una ironía reflexiva y melancólica.
La película de Kubrick es más simple que la novela de Thackeray y Kubrick cambió el curso de los acontecimientos, el sentimiento transmitido y el personaje del protagonista. La novela de Thackeray se publicó originalmente como una serie en la revista Fraser. Kubrick retuvo el salto de la novela en el tiempo y la voz narrativa que en el libro es en primera persona y la película es una tercera persona anónima. Kubrick creía que el narrador en primera persona de la novela no funcionaría en películas donde el espectador tiene la realidad objetiva frente a él todo el tiempo: Kubrick creía que el contraste entre la versión de Barry de la verdad y las imágenes resultaría en una comedia. En el guion original de Kubrick, completado en 1973, Barry termina alcohólico en prisión, lo que difiere en parte del resultado final de la película.

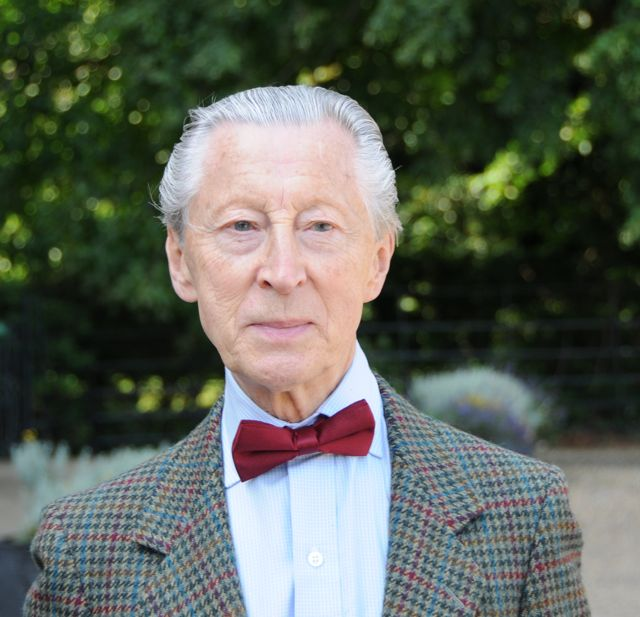
El actor Murray Melvin (en 2011), quien retrató al apretado y cauteloso pastor Samuel Runt, una figura que cambió significativamente en la adaptación de Kubrick de la novela de Thackeray.

La novela es larga y está repleta de historias secundarias complicadas o parecidas a las de un padre, que Kubrick hizo para que la historia encajara como una película holística. Entre otras cosas, el duelo introductorio y final, una adición de Kubrick. Kubrick incluso declaró que algunos de los episodios de la novela tardarían 45 minutos en producirse en una película, por lo que se necesitaba una narrativa más económica. En la novela, Barry espera un año a que Sir Charles Lyndon muera, en la película lleva un momento. El prudente y apegado pastor Runt, Kubrick creó al fusionar varios personajes en la novela de Thackeray. En Thackeray, Runt es un bebedor y jugador que Barry pone de su lado. El papel de Balibari es significativamente menor en la película en comparación con la novela. En la novela, la madre de Barry es absurdamente vanidosa, en la película es una administradora decidida y una madre digna. Barry mismo es retratado en la novela como algo espeluznante en apariencia, pero en cierto modo las mujeres encuentran intimidante y atractivo. El rostro bien hecho e inexpresivo de Ryan O'Neal da una impresión diferente, tal como Kubrick deseaba. La novela de Barry revela su falta de cultura y educación, incluso en la conversación y la renovación de la propiedad de Lyndon, mientras que la película de Barry es pasiva de una manera que da la impresión de dignidad. En la película, Barry no supera la muerte del hijo, mientras que en la novela, el trato cada vez peor de Barry hacia Lady Lyndon lo lleva al ostracismo y a la cárcel por deudas. 
Kubrick difería significativamente del texto original, y los cambios en la historia hacen que Barry aparezca como una persona pasiva y melancólica, pero también como una figura enigmática. Esto contrasta con el protagonista inteligente, ingenioso, discreto y animado de la novela. Thackeray dejó en claro que Barry no debía ser admirado, que no era un héroe y que solo tenía suerte (Thackeray tiene la palabra inglesa 'suerte' en el título). En Thackeray, Lady Lyndon es una persona ridícula, es retratada como una actriz y celosa. En Kubrick es una figura algo enigmática con un resplandor fresco, sensible, digno y culto.

## Producción

### Guion

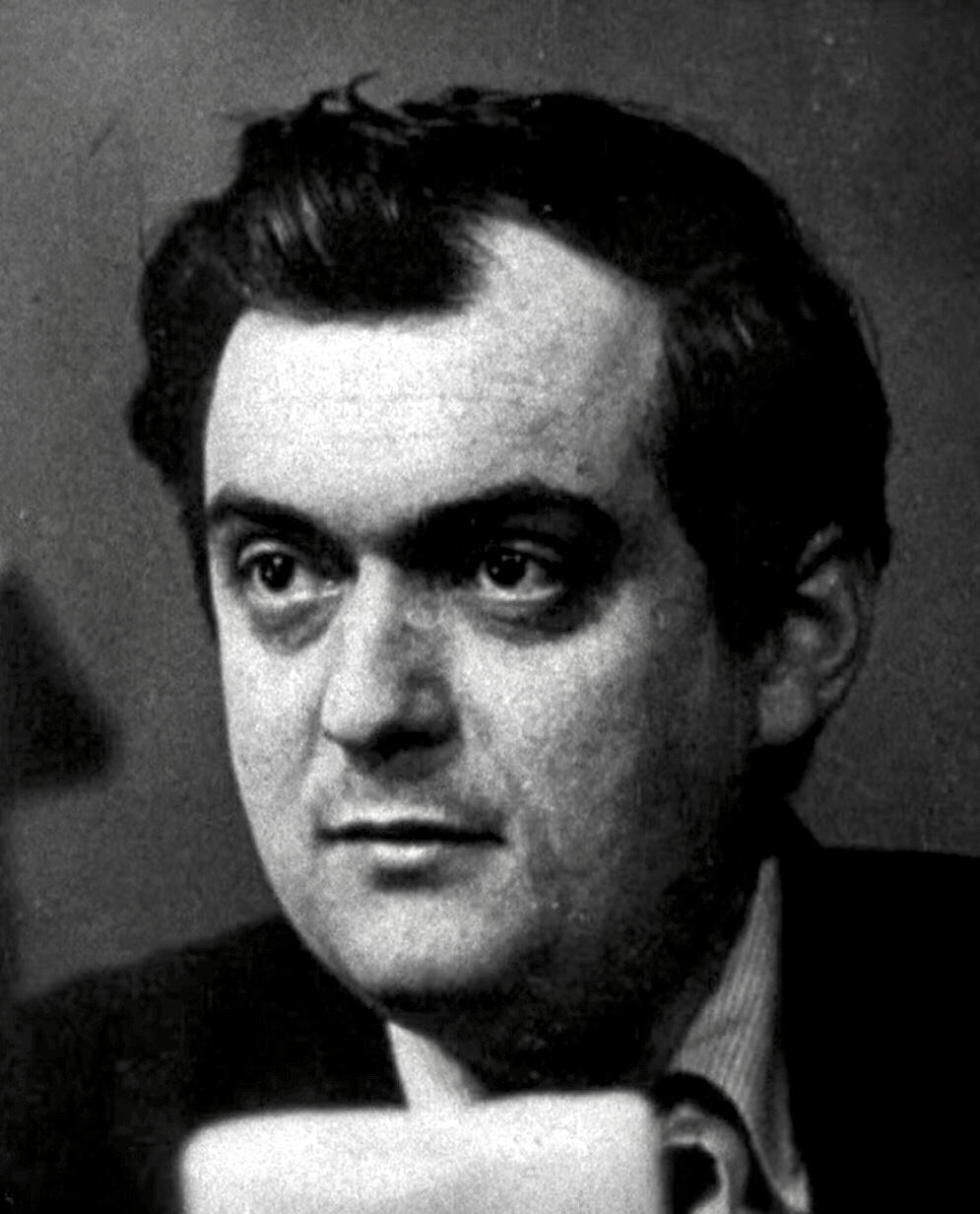
El director de la película, Stanley Kubrick.

Kubrick decide realizar un guion cinematográfico luego de desechar la idea de filmar una en torno a Napoleón Bonaparte. Apasionado por el dictador y su historia, Kubrick había leído sobre aquel e incluso había redactado un guion. Sin embargo, estando en la etapa de preproducción, apareció en la pantalla grande Waterloo (1970), de Sergei Bondarchuk, lo que transformó en una muy mala idea comercial aquella intención, además de los altos costos que implicaba. Sin embargo, el interés de grabar algo en relación con tal contexto de época no es abandonado por Kubrick, quien luego de aquel imprevisto decide llevar al cine la novela de William Makepeace Thackeray llamada La suerte de Barry Lyndon (1844). 
El largometraje muestra la historia de Redmond Barry, un joven irlandés de origen humilde, a finales del siglo XVIII que, dado su arrojo frente a la vida, vive múltiples experiencias en diversos contextos sociales. En ese camino, Redmond logra, no sin obstáculos, ascender en la escala social, económica y cultural de su época, logrando casarse con una viuda de gran belleza y riqueza, llamada Lady Lyndon, de quien consigue su apellido. Un desenlace trágico termina por dejar a Redmond abandonado en el desprecio, la ruina y una amputación que lo deja inválido.

### Casting
El crítico Tim Robey sugiere que la película «te hace darte cuenta de que el aspecto más infravalorado del genio de Kubrick podría ser su manera con los actores». Agrega que el elenco de apoyo es una «procesión brillante de cameos, no de nombres de estrellas sino de jugadores de personajes vitales».
El elenco presentó a Leon Vitali como el Lord Bullingdon mayor, quien luego se convirtió en el asistente personal de Kubrick, trabajando como director de casting en sus siguientes películas y supervisando las transferencias de película a video para Kubrick. Su relación duró hasta la muerte de Kubrick. El director de fotografía de la película, John Alcott, aparece en el club de hombres, en el papel  de hombre dormido en una silla, cerca del personaje principal cuando Lord Bullingdon desafía a Barry a un duelo. La hija de Kubrick, Vivian Kubrick, también aparece (en un papel sin acreditar) como invitada en la fiesta de cumpleaños de Bryan.

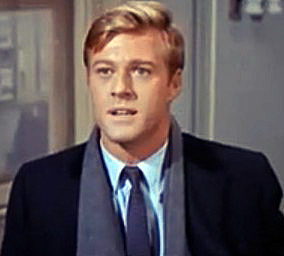
El actor Robert Redford (1967), considerado para interpretar el papel de Barry Lyndon.

Otros clientes habituales destacados de Kubrick fueron Leonard Rossiter (2001: A Space Odyssey), Steven Berkoff, Patrick Magee, Godfrey Quigley, Anthony Sharp y Philip Stone (A Clockwork Orange). Stone también aparece en The Shining.
El compromiso es una característica común de las películas de Kubrick, en esta película particularmente evidente en O'Neal con una obra minimalista y casi inexpresiva. (Berenson también juega en un registro limitado).
Para el personaje masculino principal, la productora le impuso a Kubrick que lo eligiera entre los actores más taquilleros de ese momento. Clint Eastwood era el primero en la lista, pero el papel fue propuesto a 
Robert Redford, quien lo rechazó. Como Redford, Ryan O'Neal, tiene raíces irlandesas. O'Neal era una estrella en ese momento después de aparecer en películas populares los años anteriores, especialmente Love Story (1970) y What's Up, Doc? (1972). Kubrick mismo creía que O'Neal encajaba bien en el papel, que comenzó siendo un hombre joven y claramente mayor al final. A Al Pacino o Jack Nicholson no le importarían el papel que buscaba Kubrick. La hija de Kubrick, Vivian, recomendó a O'Neal.
La modelo fotográfica Marisa Berenson tuvo el segundo papel protagonista. Kubrick le indicó a Berenson que se mantuviera alejada del sol durante tres meses antes de grabar, para ponerse lo suficientemente pálida. Berenson solo tiene trece réplicas en la película y está en la imagen durante 15 minutos antes de hablar.

### Rodaje

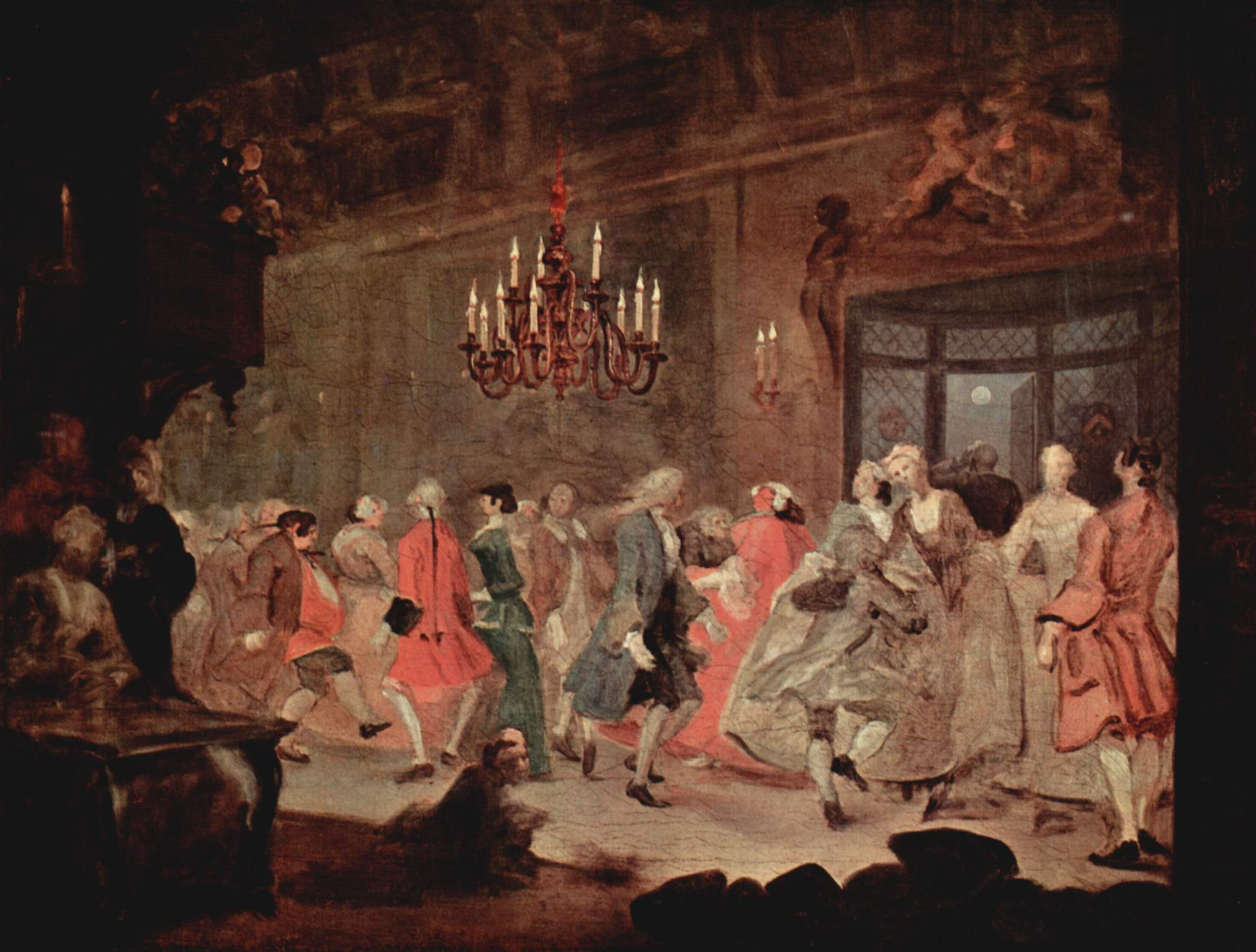
El cuadro The Country Dance del pintor realista británico William Hogarth (c.1745) ilustra el tipo de escenas interiores de época que Kubrick trató de emular en Barry Lyndon.

La fotografía principal tomó 300 días, desde la primavera de 1973 hasta principios de 1974, con un descanso para Navidad. La tripulación llegó a Dublín, Irlanda, en mayo de 1973. Jan Harlan recuerda que Kubrick «amaba su tiempo en Irlanda: alquiló una hermosa casa al oeste de Dublín, amaba el paisaje, la cultura y la gente».
Muchos de los exteriores fueron filmados en Irlanda, representando el papel de «sí misma, Inglaterra y Prusia durante la Guerra de los siete años».
Rodada enteramente en decorados de época (sobresaliendo el Castillo de Howard) y en luz natural (con velas en las escenas nocturnas o de interior), mediante objetivos de cámara muy luminosos (modificación de una cámara Mitchell y de objetivos Zeiss de focal 50 mm y de apertura F0.7) y mediante el tratamiento especial del negativo, esta película presenta una fotografía excepcional, auténtica proeza técnica que le confiere una estética más bien sombría y muy particular, en el tono de la historia y las pinturas de la época. El espectador se encuentra de esta forma imbuido en la intimidad de los personajes, tal y como pretendía Kubrick, que quería realizar un documental que se desarrollara durante el siglo XVIII.

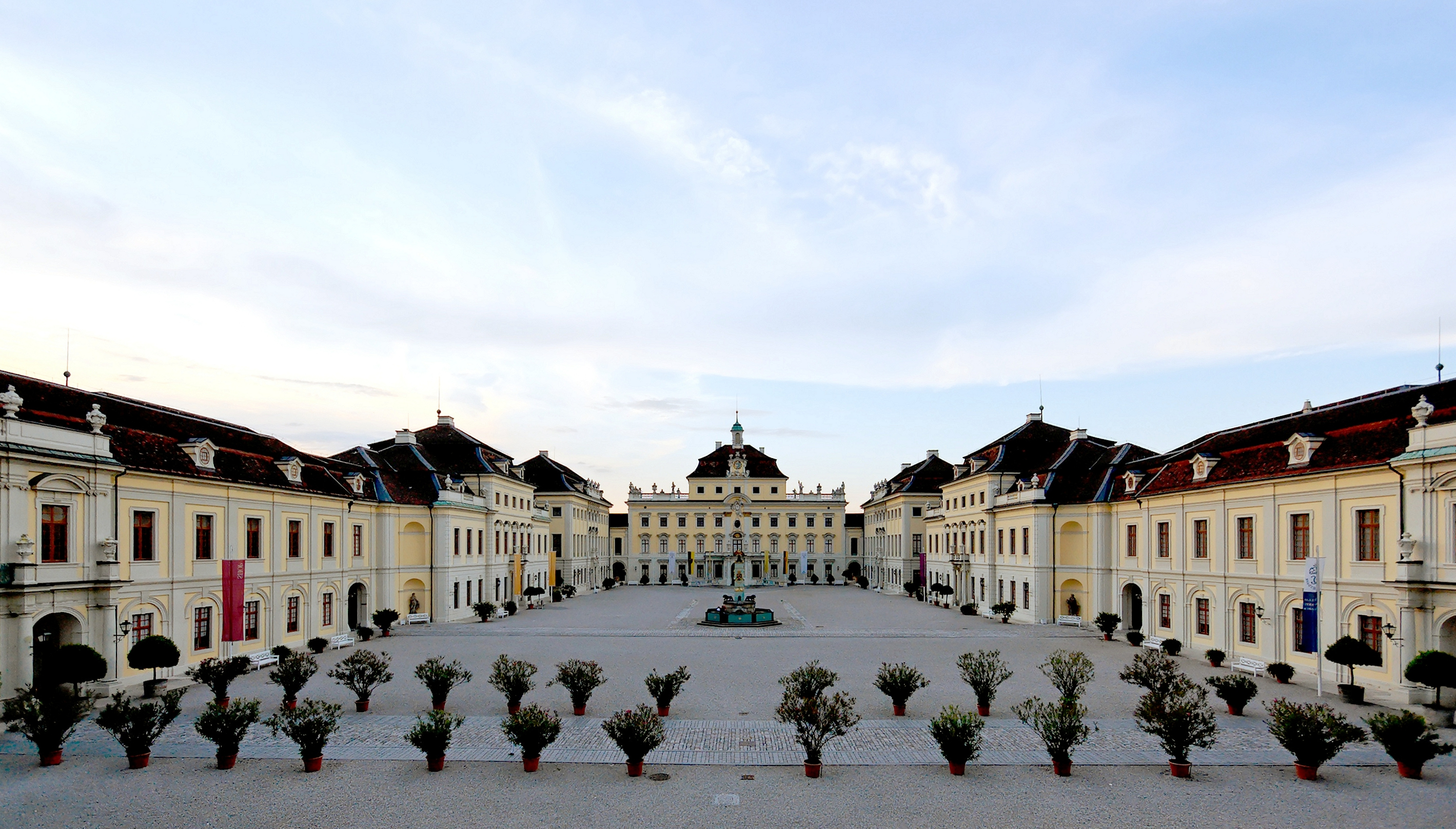
El Palacio de Ludwigsburg aparece en la película como la residencia de Chevalier Balibari.

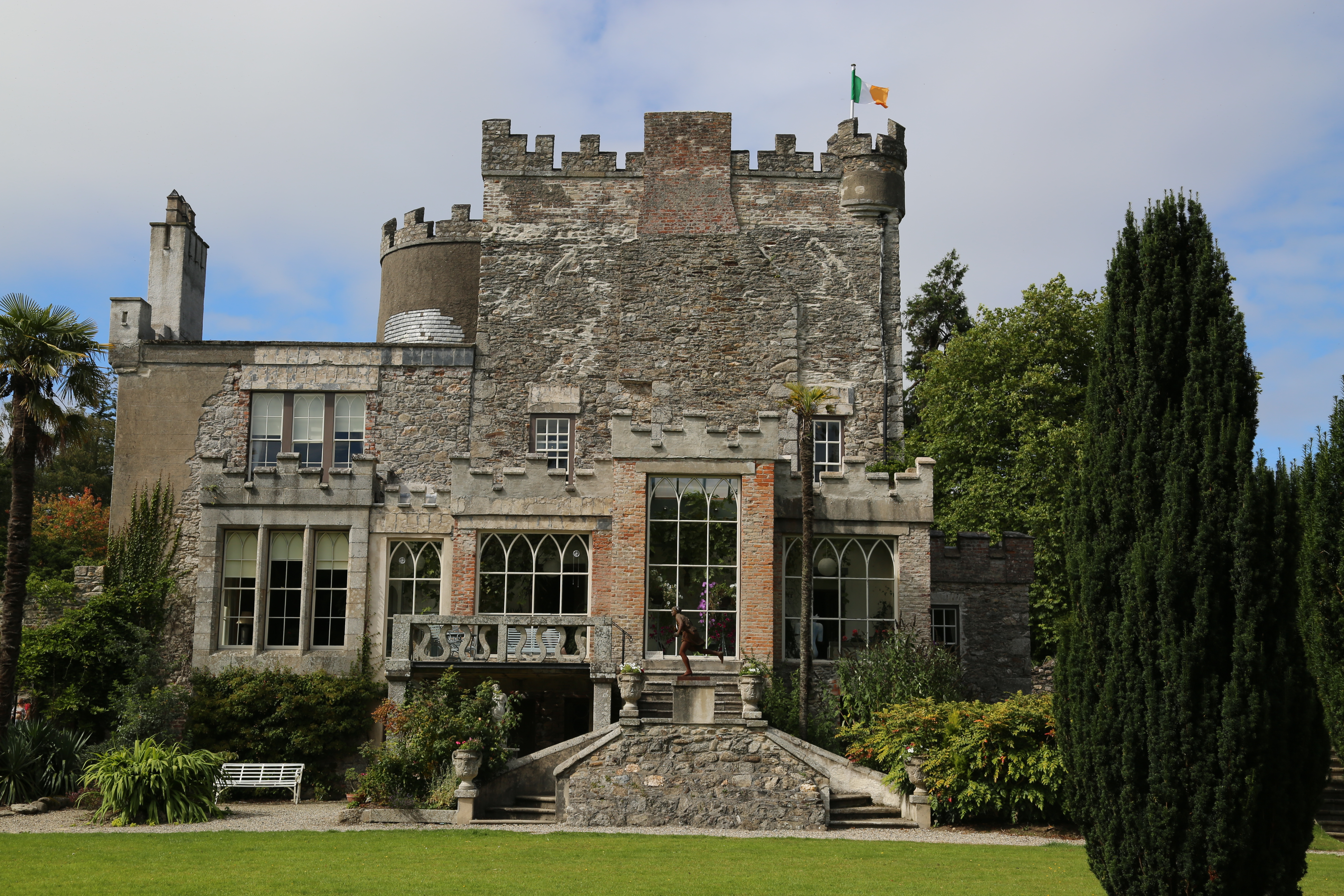
El Castillo Huntington en el Condado de Carlow, en el sureste de Irlanda aparece en la película.

Varias de las escenas interiores fueron filmadas en Powerscourt House, una mansión del siglo XVIII en el condado de Wicklow, República de Irlanda. La casa fue destruida en un incendio accidental varios meses después de la filmación (noviembre de 1974), por lo que la película sirve como un registro de los interiores perdidos, particularmente el «Salón» que se utilizó para más de una escena. Las montañas de Wicklow son visibles, por ejemplo, a través de la ventana del salón durante una escena ambientada en Berlín. Otros lugares incluyen el Priorato de Kells) (el campamento inglés de Redcoat Palacio de Blenheim, Castle Howard (exteriores de la finca Lyndon),Castillo Huntington, Clonegal (exterior), Corsham Court (varios interiores y la escena de la sala de música), Petworth House (capilla), Stourhead (lago y templo), Longleat y Wilton House (interior y exterior) en Inglaterra, Castillo de Dunrobin (exterior y casas de campo como Spa ) en Escocia, el Castillo de Dublín en Irlanda (la casa del caballero), Palacio de Ludwigsburg, cerca de Stuttgart y Federico el Grande 's Neues Palais en Potsdam, cerca de Berlín (lo que sugiere la calle principal de Berlín Unter den Linden como construcción en Potsdam acababa de comenzar en 1763). Algunas tomas exteriores también se filmaron en el Castillo de Waterford (ahora un hotel de lujo y campo de golf) y en Little Island, Waterford . Castillo de Moorstown en Tipperary también presentado. Se filmaron varias escenas en Castletown House.
La filmación tuvo lugar en el contexto de algunos de los años más intensos de los Problemas en Irlanda, durante los cuales el Ejército Republicano Irlandés Provisional (IRA Provisional) estaba librando una campaña armada para lograr una Irlanda Unida.
El 30 de enero de 1974, durante el rodaje en Phoenix Park, el tiroteo en Phoenix Park tuvo que cancelarse debido al caos causado por 14 amenazas de bomba.

### Fotografía

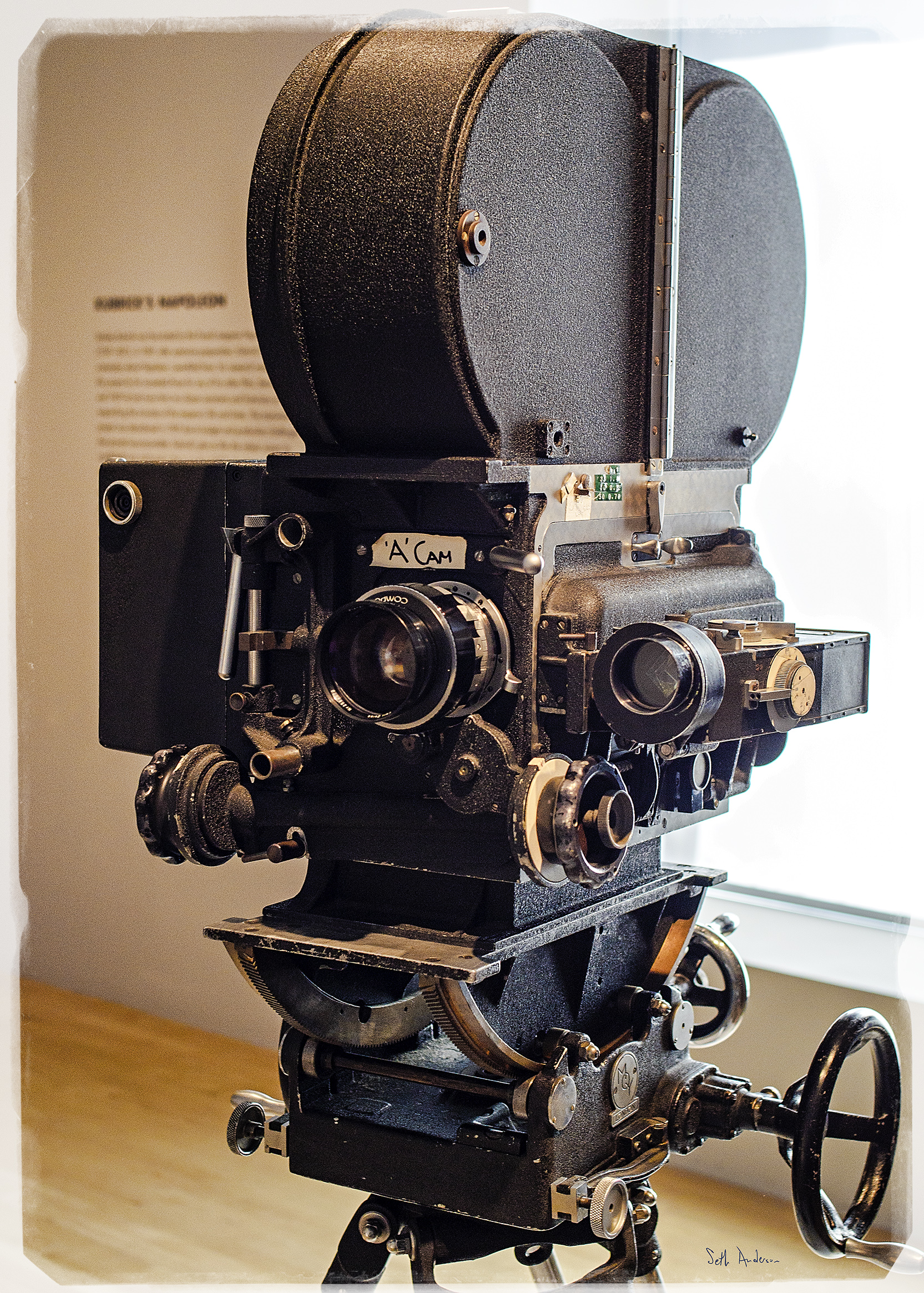
La cámara Zeiss que Kubrick tomó prestada de la NASA para rodar las escenas de la película.

Cada uno de los planos que forman ‘Barry Lyndon’ parecen un cuadro que observar, todo está en su sitio, perfectamente calculado y pensado. La película fue filmada en escenarios naturales, algunos de ellos castillos de verdad en los que Kubrick dio un paso más a la hora de iluminar las secuencias. Suele decirse sobre esta película que no se usó ningún tipo de luz artificial, algo parcialmente falso. John Alcott —que también aparece como extra en la escena de la orgía—, ganador de un merecido Oscar por su labor, se encontró con enormes dificultades debido al rodaje en escenarios naturales. Casi todas las secuencias son una mezcla de luz natural con artificial, salvo una, la muy famosa de las velas, en la que simplemente se utilizó la luz desprendida por dichas velas y unos reflectores. Para conseguir captar algo con la cámara, Kubrick utilizó varias lentes de una cámara Zeiss que tomó prestada de la NASA. Esta permitía una abertura de diafragma muy grande, pero había un problema, la profundidad de campo prácticamente desaparecía.
Inspirándose en «los paisajes de Watteau y Gainsborough», Kubrick y el cinematógrafo Alcott también se basaron en la «dirección de arte escrupulosamente investigada» de Ken Adam y Roy Walker . Alcott, Adam y Walker estaban entre los que ganarían los Oscar por su «increíble trabajo» en la película.

### Zoom
Es curioso que ante tanto naturalismo Kubrick utilizase uno de los elementos de lenguaje audiovisual más rechazados por el cine, el zoom, por la deformación de la perspectiva que provoca y el aplanamiento de la imagen. Esta técnica ha sido demonizada en el cine por su uso desmesurado. Su empleo en Barry Lyndon ha sido analizado desde el efecto que genera: «la bidimensionalidad y planitud de la imagen» (Falsetto 59). Sin embargo, Kubrick logra mediante aquel efecto otorgar a su film una atmósfera estética y epocal, como si las escenas fuesen cada una un óleo del siglo XVIII. Como comenta John Alcott: «cada toma es un cuadro en sí». Esta tesis sobre el uso del zoom es compartida en diversos análisis realizados en torno a la película; por ejemplo, el director Martin Scorsese señala:
Yo sabía que Barry Lyndon era una película de época, pero esperaba algo diferente. Y la llevó al pasado. El uso del zoom es interesante porque nunca piensas en usar zoom en el pasado. El zoom aplana la imagen como en una pintura del XVIII.

### Vestuario

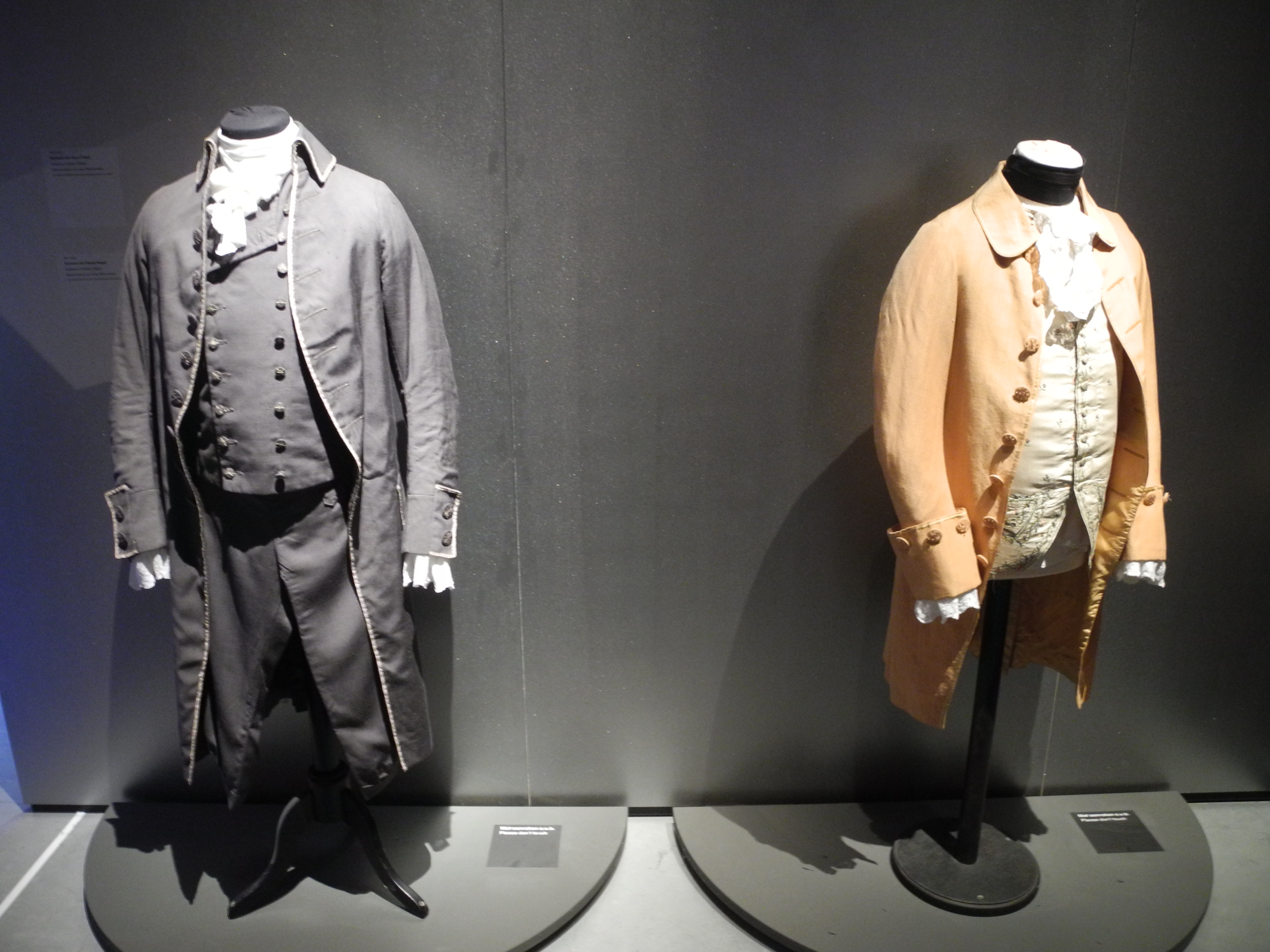
Trajes usados en la película.

Kubrick era un perfeccionista que no dejaba nada al azar, y durante el año entero que dedicó a la preparación de la película, visitó museos y devoró cientos de libros de arte inglés del siglo XVIII, buscando referencias estéticas para componer los planos de la película.
En su afán por la meticulosidad y los detalles, Kubrick tuvo el gran acierto de encomendar el vestuario a la diseñadora Milena Canonero y Ulla-Britt Söderlund, quienes realizaron una ardua labor, buscando inspiración a través de la retratística de pintores de la época, como Thomas Gainsborough, Sir Joshua Reynolds,
Angelika Kauffman o William Hogarth entre otros y a . Su trabajo no podía ser una interpretación personal, debía reflejar fielmente la moda de aquel periodo; tanto en tejidos, formas y colores, como en el patronaje empleado. Kubrick buscaba un efecto realista que abarcaba modelos pertenecientes a todos los estamentos sociales; campesinos, nobles, militares, clérigos e indumentaria infantil.
El personaje de Lady Lyndon. Papel que encarna Marisa Berenson, mujer cuya serena belleza encaja perfectamente con su papel. Elegante y refinada, vestida siempre con exquisito gusto, siguiendo la moda inglesa de los años 70-80 del siglo XVIII, periodo bajo el reinado de Jorge III.

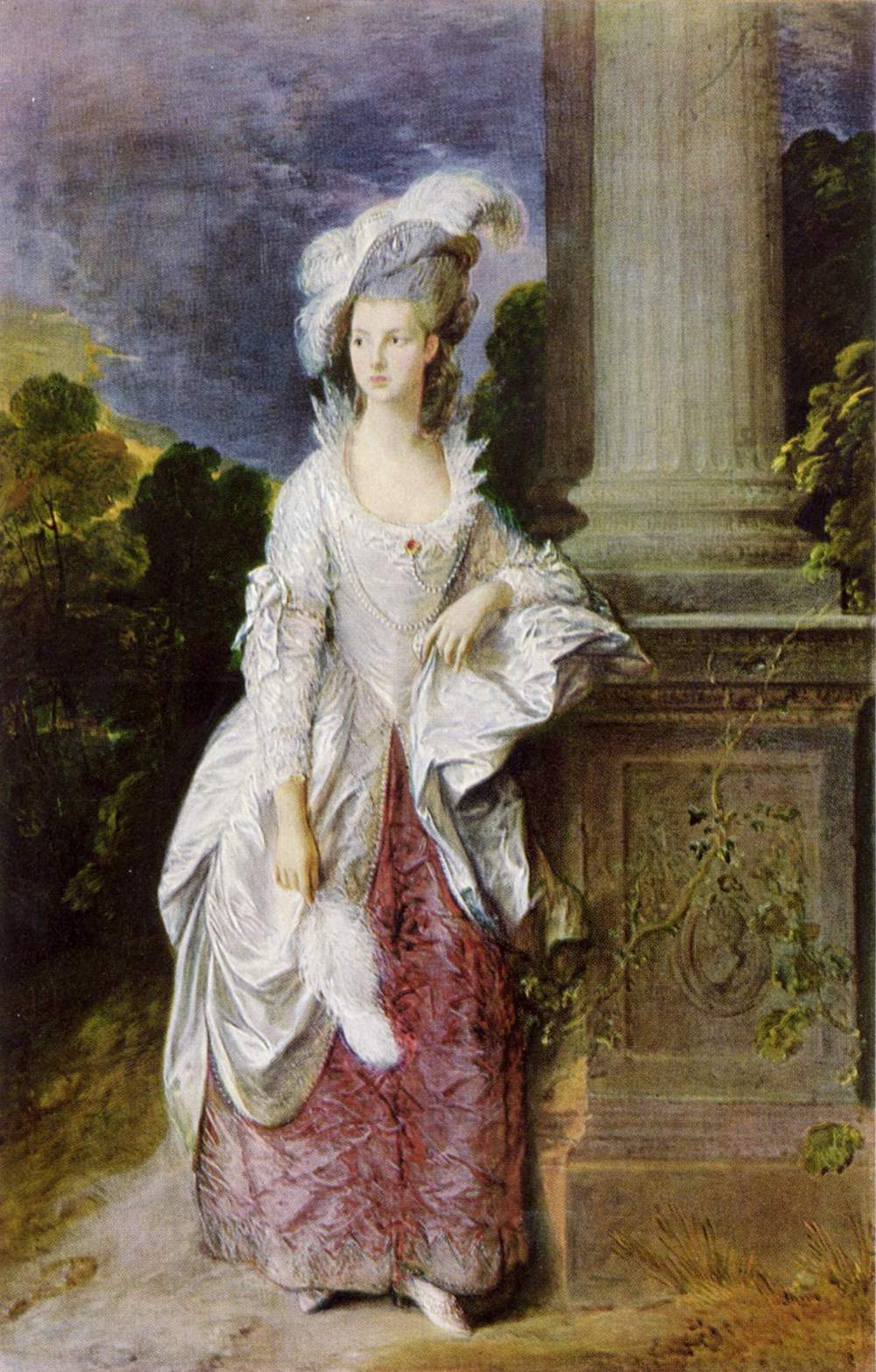
Los atuendos y el maquillaje de Lady Lyndon se copian en parte de los retratos de Thomas Gainsborough

En aquellos años, las clases altas inglesas –a diferencia de las francesas que adoraban estar cerca de la corte– preferían la libertad que les proporcionaba la vida en sus mansiones en el campo, en plena naturaleza. Algo que requería un tipo de indumentaria más sencilla y flexible que la incómoda y pomposa moda reconoció, hasta entonces predominante en las capitales europeas. Esta necesidad de funcionalidad en el vestuario, provocó que los ingleses tomasen elementos de la indumentaria de las clases populares, configurando al mismo tiempo un tipo de vestimenta de marcado carácter nacional, que no admite la supremacía francesa en la moda. El traje femenino a la inglesa, adoptado hacia 1776 se adornaba poco,aunque no estaba exento de preciosismo. 
En cuanto a la indumentaria masculina, los aristócratas ingleses prescindieron de las prendas de estilo francés que habían empleado hasta entonces. Sustituyeron los terciopelos, las sedas brocadas y los bordados de los ternos a la francesa por otros más sencillos, elaborados con paños de colores apagados, manifestando un deseo de comodidad y sobriedad casi puritana.
Simplificaron las camisas eliminando de ellas los volantes y los encajes, y emplearon corbatas de muselina blanca. Reemplazaron las medias y los zapatos
con hebillas de metal, por recias botas de montar mucho más adecuadas para realizar deportes al aire libre, montar a caballo y practicar la caza del zorro.

### Banda sonora
Resulta sobradamente conocido el perfeccionismo con que Kubrick abordaba las bandas sonoras de sus películas. La música que acompaña al metraje es a menudo tan importante como la misma imagen filmada. La banda sonora original de Barry Lyndon es otro ejemplo de cómo las partituras adecuadamente seleccionadas pueden impulsar y engrandecer una obra cinematográfica. El film recibió cuatro premios Óscar en 1975, uno de ellos a Mejor banda sonora.
La banda sonora de Barry Lyndon incluye una importante selección de piezas musicales de compositores del siglo XVIII. Entre las barrocas están el segundo movimiento del concierto BWV 1060 de Bach, una adaptación orquestal del tercer movimiento de la sonata para violonchelo RV 40 de Vivaldi, una adaptación orquestal de la zarabanda de la Suite para clave en re menor, HWV 437 de Händel, la Hohenfriedberger Marsch de Federico II el Grande. Entre las clásicas, la cavatina Saper bramate de El barbero de Sevilla de Paisiello y el segundo movimiento del trío para piano n.º 2, D. 929, op. 100 de Schubert. A su vez, la incluye música popular irlandesa interpretada por The Chieftains.
Además de evocadoras melodías de corte céltico del conjunto irlandés The Chieftains. En una entrevista a Stanley Kubrick firmada por Michel Ciment y publicada en 1980, el director justificaba su utilización de música no especialmente compuesta para sus películas:
«A pesar de todo lo bueno que puedan ser nuestros mejores compositores de música para cine, no son unos Beethoven, unos Mozart o unos Brahms. ¿Por qué utilizar música peor cuando existe una gran cantidad disponible de música orquestal genial del pasado y de nuestro propio tiempo?».
| N.º | Título                                                                                    | Artista intérprete / director / arreglista                         | Duración |  |
| 1.  | «Sarabande – Título principal»                                                            | Orquesta Filarmónica Nacional                                      | 2:38     |  |
| 2.  | «Women of Ireland»                                                                        | The Chieftains                                                     | 4:08     |  |
| 3.  | «Piper's Maggot Jig»                                                                      | The Chieftains                                                     | 1:39     |  |
| 4.  | «The Sea-Maiden»                                                                          | The Chieftains                                                     | 2:02     |  |
| 5.  | «Tin Whistles»                                                                            | Paddy Moloney & Seán Potts                                         | 3:41     |  |
| 6.  | «The British Grenadiers»                                                                  | Fifes & Drums                                                      | 2:12     |  |
| 7.  | «Hohenfriedberger Marsch»                                                                 | Fifes & Drums                                                      | 1:12     |  |
| 8.  | «Lillibullero»                                                                            | Fifes & Drums                                                      | 1:06     |  |
| 9.  | «Women of Ireland»                                                                        | Derek Bell                                                         | 0:52     |  |
| 10. | «Marcha de Idomeneo»                                                                      | Orquesta Filarmónica Nacional                                      | 1:29     |  |
| 11. | «Sarabande–Duel»                                                                          | Orquesta Filarmónica Nacional                                      | 3:11     |  |
| 12. | «Lillibullero»                                                                            | Leslie Pearson                                                     | 0:52     |  |
| 13. | «Danza Alemana no. 1 en do mayor»                                                         | Orquesta Filarmónica Nacional                                      | 2:12     |  |
| 14. | «Sarabande–Duel»                                                                          | Orquesta Filarmónica Nacional                                      | 0:48     |  |
| 15. | «Adaptación cinematográfica de la cavatina de Il barbiere di Siviglia»                    | Orquesta Filarmónica Nacional                                      | 4:28     |  |
| 16. | «Concierto para violonchelo en mi menor (tercer movimiento)»                              | Cuerdas del Festival de Lucerna/Pierre Fournier/Rudolf Baumgartner | 3:49     |  |
| 17. | «Adagio de Concierto para dos clavecines en do menor»                                     | Münchener Bach-Orchester/Hedwig Bilgram/Karl Richter               | 5:10     |  |
| 18. | «Adaptación cinematográfica de Trío para piano en mi bemol, op. 100 (segundo movimiento)» | Moray Welsh/Anthony Goldstone/Ralph Holmes                         | 4:12     |  |
| 19. | «Sarabande–Títulos finales»                                                               | Orquesta Filarmónica Nacional                                      | 4:07     |  |

### Influencia de la pintura

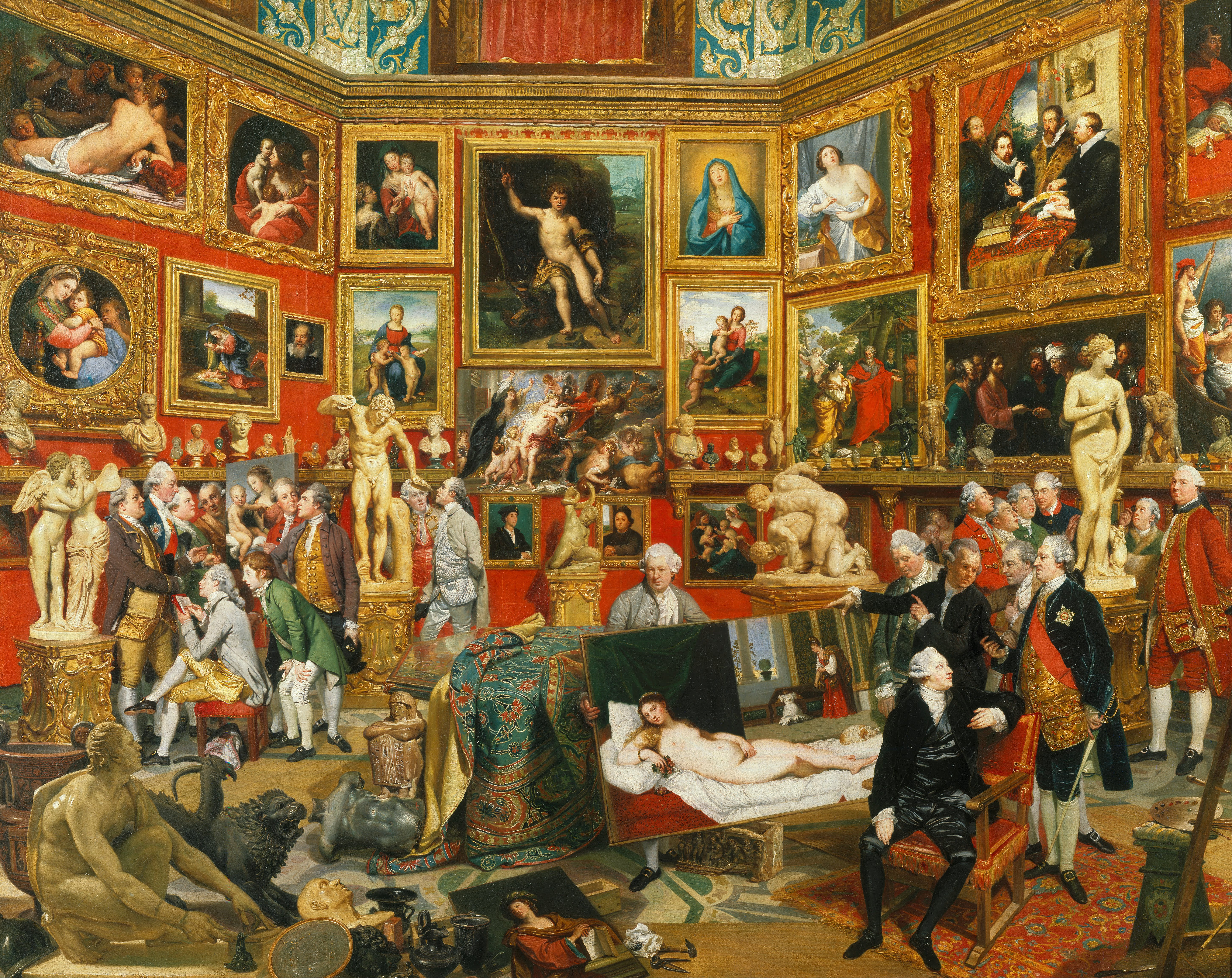
Tribuna de los Uffizi, por Johan Zoffany, 1772-8, Royal Collection, Castillo de Windsor, utilizada como influencia para la película.

La película intenta plasmar la sociedad inglesa del siglo XVIII, por ello utiliza la pintura, que es la representación que durante el propio siglo XVIII, la sociedad inglesa hizo de sí misma, de la misma forma que Thackeray lo hizo en el libro que sirve de base al film.
Para inspirar con mayor verosimilitud el uso de obras pictóricas anacrónicas, utilizó la luz natural, de los grandes ventanales, o mediante velas, para un mayor reflejo de la realidad (quizás el aspecto más destacable y novedoso de todo el film), incorporó el zoom, muy rechazado generalmente por los cineastas, como medio de dar una impresión de pintura de las escenas, y se basó para crear ambientes, mobiliario, maquillajes, decorados y vestuario en las pinturas de la época.
En una entrevista realizada por Michel Ciment – publicada en 1980 –, el director Stanley Kubrick describió cómo fue el proceso de investigación previo a la realización de Barry Lyndon:
Acumulé un gran archivo de imágenes de dibujos y pinturas tomadas de varios libros de arte. Estas imágenes sirvieron como referencia para todo lo que necesitábamos hacer –desde la ropa, los muebles, los accesorios de mano, la arquitectura, los vehículos, etc.– Por desgracia, era demasiado incómodo usar las imágenes mientras estaban en los libros y me daba miedo sentirme culpable de arruinar una gran cantidad de hermosos libros de arte. Afortunadamente, todavía se imprimían lo cual hacía parecer un poco menos pecaminosa nuestra acción. […] Los diseños para la ropa fueron copiados de dibujos y pinturas de la época. Ninguno de ellos fue diseñado en el sentido normal. Esta es la mejor manera, en mi opinión, para hacer trajes históricos. No parece conveniente contar con un diseñador que se dedique a interpretar, por ejemplo, el siglo XVIII, utilizando las mismas fuentes de imagen desde donde se podía copiar fielmente la ropa. Tampoco hay mucho sentido dibujar los trajes de nuevo cuando ya están muy bien representados en las pinturas y dibujos de la época. Lo que es muy importante es conseguir algo de ropa real de la época para aprender cómo se hicieron las vestimentas originalmente.

## Lanzamiento

### Estreno
Barry Lyndon se estrenó en cines de Londres el 11 de diciembre de 1975. Ese mismo año, se estrenó el 18 de diciembre en Estados Unidos, Australia, Canadá y el resto de Reino Unido.
| Fechas de estreno (Fuente: IMDb). |                                         |                     |                          |
| País                              | Fecha de estreno                        | País                | Fecha de estreno         |
| Reino Unido                       | 11 de diciembre de 1975 Sólo en Londres | Francia             | 8 de septiembre de 1976  |
| Estados Unidos                    | 18 de diciembre de 1975                 | Dinamarca           | 10 de septiembre de 1976 |
| Australia                         | 18 de diciembre de 1975                 | Italia              | 16 de septiembre de 1976 |
| Canadá                            | 18 de diciembre de 1975                 | Alemania Occidental | 17 de septiembre de 1976 |
| Reino Unido                       | 18 de diciembre de 1975                 | Uruguay             | 23 de septiembre de 1976 |
| Irlanda                           | 26 de diciembre de 1975                 | Finlandia           | 24 de septiembre de 1976 |
| Argentina                         | 29 de enero de 1976                     | España              | 15 de noviembre de 1976  |
| Japón                             | 3 de julio de 1976                      | Portugal            | 25 de febrero de 1977    |
| Hong Kong                         | 13 de agosto de 1976                    | México              | 31 de marzo de 1977      |
| Países Bajos                      | 2 de septiembre de 1976                 | Suecia              | 15 de agosto de 1977     |

### Taquilla y recepción
La película «no fue el éxito comercial que Warner Bros. había estado esperando» dentro de los Estados Unidos, aunque le fue mejor en Europa. En los Estados Unidos ganó $ 9.1 millones. Finalmente, la película recaudó un total mundial de $ 31.5 millones con un presupuesto de $ 11 millones.
Roger Ebert le dio a la película tres estrellas y media de cuatro y escribió que la película «es casi agresiva en su desprendimiento frío. Nos desafía a preocuparnos, nos obliga a permanecer desapegados por su majestuosa elegancia». Añadió: «Esta debe ser una de las películas más bellas jamás hechas». Vincent Canby del New York Times calificó la película como «otro desafío fascinante de uno de nuestros directores más notables e independientes». Gene Siskel del Chicago Tribune le dio a la película tres estrellas y media de cuatro y escribió: «Me pareció que 'Barry Lyndon' era bastante obvio acerca de sus intenciones y completamente exitoso en lograrlas. Kubrick ha tomado una novela sobre una clase social y ha convertido en una historia completamente cómoda que transmite el vacío impresionante de la vida de la clase alta hace solo 200 años».  Clasificó la película en quinto lugar en su lista de fin de año de las mejores películas de 1975. Charles Champlin del Los Angeles Times lo llamó "el equivalente cinematográfico de uno de esos libros muy grandes, muy pesados, muy caros, muy elegantes y muy aburridos que existen únicamente para verse en las mesas de café. Es deslumbrantemente hermoso e increíblemente tedioso en dosis iguales, una sucesión de fotografías fijas de calidad de salón, tan a menudo como no muy quietas ". El Washington Post escribió: «No es inexacto describir a 'Barry Lyndon' como una obra maestra, pero es una obra maestra sin vida, un objeto de arte en lugar de una película. Sería más como en casa, y tal vez más fácil de gustar, en la estantería, al lado de algo así como 'La edad de la gran gira', que en la pantalla grande». Escribió que «Kubrick ha tomado una historia ingeniosa» y «la controló tan meticulosamente que ha drenado la sangre», y agregó: «Es una película de mesa de café; podríamos estar en una presentación de diapositivas de tres horas, para estudiantes de historia del arte».
Este «aire de decepción» en cuenta en la decisión de Kubrick para su próxima película - El resplandor, basada en la novela de Stephen King - un proyecto que no solo lo complacer artísticamente, sino también ser más propensos a alcanzar el éxito financiero.

### Revaluación
En los últimos años, la película ha ganado una reacción más positiva. En el agregador de reseñas Rotten Tomatoes, la película tiene una calificación de aprobación del 88 % basada en 70 reseñas, con una calificación promedio de 8.39. El consenso crítico del sitio web dice: «Cínico, irónico y lleno de luz natural seductora, Barry Lyndon es un personaje complejo de un hombre desventurado condenado por la sociedad georgiana». Roger Ebert agregó la película a su lista de 'Grandes películas' el 9 de septiembre de 2009, escribiendo: «Barry Lyndon de Stanley Kubrick, recibido con indiferencia en 1975, ha crecido en estatura en los años posteriores y ahora es ampliamente considerado como uno de los mejores del maestro. Ciertamente, en cada cuadro es una película de Kubrick: técnicamente impresionante, emocionalmente distante, sin remordimientos en su duda de la bondad humana».
El director Martin Scorsese ha nombrado a Barry Lyndon como su película favorita de Kubrick y también es una de las películas favoritas de Lars von Trier. Las citas de su guion también han aparecido en obras tan dispares como Los duelistas de Ridley Scott, La edad de la inocencia de Scorsese y Rushmore de Wes Anderson.

## Premios y nominaciones
| Premios                                                                 | Categoría                            | Nominado/a                             | Resultado |
| ----------------------------------------------------------------------- | ------------------------------------ | -------------------------------------- | --------- |
| Premios Óscar                                                           | Óscar a la mejor película            | Stanley Kubrick                        | Nominado  |
| Premios Óscar                                                           | Óscar al mejor director              | Stanley Kubrick                        | Nominado  |
| Premios Óscar                                                           | Óscar al mejor guion adaptado        | Stanley Kubrick                        | Nominado  |
| Premios Óscar                                                           | Óscar a la mejor dirección artística | Ken Adam, Roy Walker y Vernon Dixon    | Ganadores |
| Premios Óscar                                                           | Óscar al mejor diseño de vestuario   | Milena Canonero y Ulla-Britt Söderlund | Ganadores |
| Premios Óscar                                                           | Óscar a la mejor fotografía          | John Alcott                            | Ganador   |
| Premios Óscar                                                           | Óscar a la mejor banda sonora        | Leonard Rosenman                       | Ganador   |
| Premios BAFTA                                                           | Mejor película                       |                                        | Nominada  |
| Premios BAFTA                                                           | Mejor director                       | Stanley Kubrick                        | Ganador   |
| Premios BAFTA                                                           | Mejor diseño de producción           | Ken Adam                               | Nominado  |
| Premios BAFTA                                                           | Mejor diseño de vestuario            | Milena Canonero y Ulla-Britt Söderlund | Nominados |
| Premios BAFTA                                                           | Mejor fotografía                     | John Alcott                            | Ganador   |
| Premios Globo de Oro                                                    | Mejor película - Drama               |                                        | Nominada  |
| Premios Globo de Oro                                                    | Mejor director                       | Stanley Kubrick                        | Nominado  |
| 32.ª edición de las Medallas del Círculo de Escritores Cinematográficos | Mejor película extranjera            | Barry Lyndon                           | Ganadora  |
| Premios César                                                           | Mejor película extranjera            | Mejor película extranjera              | Nominada  |

## Análisis cinematográfico

El director Stanley Kubrick en 1975 en el conjunto de grabación de Barry Lyndon

Como con cualquier película de Stanley Kubrick, hay una gran cantidad de mensajes sutiles y significados más profundos. El tema principal explorado en Barry Lyndon es el destino. Barry es empujado a través de la vida por una serie de eventos clave, algunos de los cuales parecen inevitables. Kubrick consigue mantener la atención durante todo el film, llevándonos de la curiosidad de conocer a Redmond Barry a la tristeza pero comprensión del devenir de Barry Lyndon. Y aunque en todo momento el narrador ha adelantado que la historia iba a acabar mal, la maestría de Kubrick constata que tres horas de metraje con desarrollo ya conocido… pueden ser toda una delicia.
De hecho, la primera escena del film dice ya mucho de lo que vamos a presenciar: una mirada irónica a una época que bien podría ser la nuestra, en la que personas con prometedor futuro, tal y como indica el narrador, pierden la vida por desacuerdos sin importancia.

### Personaje de Barry Lyndon
Ryan O’Neal (Los Ángeles, 1941), logró con Barry la mejor interpretación de toda su carrera artística y una de las más logradas de la década de los 70. Supo aportar al protagonista toda una variedad de registros: pícaro, guerrero, romántico, vividor, entusiasta, deprimido, alcohólico, resignado. Se trata de una interpretación contenida, que sugiere más que explícita. Todos sus gestos y movimientos en las escenas están cuidados al detalle, en conexión con el afán de perfección que Kubrick perseguía en sus filmes.
Como dice Roger Ebert: «Es un hombre al que le pasan cosas».Se niega a comer con el capitán de la carretera, Capitán Feeney, donde probablemente lo habrían robado, pero de todos modos lo roban más adelante. El narrador enfatiza repetidamente el papel del destino cuando anuncia eventos antes de que se desarrollen en la pantalla, como la muerte de Brian y Bullingdon buscando satisfacción. Este tema del destino también se desarrolla en el motivo recurrente de la pintura. Al igual que los eventos presentados en las pinturas, Barry participa en eventos que siempre fueron. Otro tema importante es entre padre e hijo. Barry perdió a su padre a una edad temprana y a lo largo de la película busca y se apega a las figuras paternas. Los ejemplos incluyen a su tío, Grogan, y el Caballero. Cuando se le da la oportunidad de ser padre, Barry ama a su hijo hasta el punto de malcriarlo. Esto contrasta con su papel como padre de Lord Bullingdon.

### Realismo
En Barry Lyndon, Kubrick continúa hablando del devenir del ser humano más centrado en sentirse superior a sus congéneres que en construir su futuro común. El papel de las instituciones, las ansias del poder que nos hacen perder el oremus de la felicidad, el interés de lo que nos rodean y nos empujan a dar pasos en falso...todo vuelve a tratarse en su décimo trabajo.
Además de los duelos con pistola, la violencia está presente en otros momentos del largometraje como la pelea, en la primera parte del filme, entre Barry y un corpulento soldado inglés, y la paliza que Barry le propina a Bullingdon en la segunda mitad de la película. Ambas secuencias se caracterizan por un tremendo realismo, favorecido por la filmación con la cámara al hombro, recurso muy adecuado para transmitir los continuos movimientos de las confrontaciones personales. Fue el propio Kubrick el que grabó estas escenas llenas de tensión y dramatismo, en el anhelo de controlar la mayor parte de los elementos de Barry Lyndon.